# Kempnyia petersorum
Kempnyia petersorum és una espècie d'insecte plecòpter pertanyent a la família dels pèrlids.

## Descripció
- Els adults presenten un patró de coloració distintiu, el cap amb una àmplia banda fosca a la zona dorsal i més pàl·lida als laterals, el pronot de color marró i les ales translúcides.
- Les ales anteriors del mascle fan 10,5 mm de llargària i les de la femella 14,5.
- La placa subgenital de la femella és gran i el·líptica.[5]

## Hàbitat
En el seu estadi immadur és aquàtic i viu a l'aigua dolça, mentre que com a adult és terrestre i volador.

## Distribució geogràfica
Es troba a Sud-amèrica: el Brasil (Paranà i São Paulo).